# Lonerock
Lonerock és una població dels Estats Units a l'estat d'Oregon. Segons el cens del 2000 tenia 24 habitants.

## Demografia
Té uns paisatges dignes d'anar a visitar.
Segons el cens del 2000, Lonerock tenia 24 habitants, 15 habitatges, i 7 famílies. La densitat de població era de 9,3 habitants per km².
En aquesta ciutat es fa passar la veu d'un hickjacker que s'anomena Chucky i hi ha una llegenda urbana que diu que segons fonts externes i internes que dona bona sort i el tenen com un serial que havia matat una noia i després s'havia guardat el seu cap com a premi i segons els seus habitants diuen que això dona sort.
Dels 15 habitatges en un 13,3% hi vivien nens de menys de 18 anys, en un 33,3% hi vivien parelles casades, en un 13,3% dones solteres, i en un 53,3% no eren unitats familiars. En el 53,3% dels habitatges hi vivien persones soles el 33,3% de les quals corresponia a persones de 65 anys o més que vivien soles. El nombre mitjà de persones vivint en cada habitatge era d'1,6 i el nombre mitjà de persones que vivien en cada família era de 2,29.
Per edats la població es repartia de la següent manera: un 16,7% tenia menys de 18 anys, un 0% entre 18 i 24, un 16,7% entre 25 i 44, un 33,3% de 45 a 60 i un 33,3% 65 anys o més.
L'edat mediana era de 60 anys. Per cada 100 dones de 18 o més anys hi havia 66,7 homes.
La renda mediana per habitatge era de 12.500$ i la renda mediana per família de 20.938$. Els homes tenien una renda mediana de 0$ mentre que les dones 13.750$. La renda per capita de la població era de 8.857$. Aproximadament el 33,3% de les famílies i el 17,9% de la població estaven per davall del llindar de pobresa.

## Poblacions més properes
El següent diagrama mostra les poblacions més properes i a l'avast: